# Fuzion Frenzy
Fuzion Frenzy est un jeu vidéo de type party game sorti sur Xbox au moment de la sortie de la console en 2001 aux États-Unis et en 2002 en Europe. Le jeu a été développé par Blitz Games puis édité par Microsoft Game Studios.

## Suite
Une suite au jeu, nommée Fuzion Frenzy 2, sort sur Xbox 360 en 2007.